# Operazione delle forze speciali in Siria nel 2015
L'operazione in Siria nel 2015 è stata un'azione militare avuto luogo il 15 maggio 2015 con l'obiettivo di catturare uno dei comandanti di alto grado dello Stato Islamico identificato come Abu Sayyaf, noto per aver avuto un ruolo importante nella supervisione delle operazioni per il contrabbando illegale di petrolio.

## L'assedio
La notte del 15 maggio 2015, dopo varie settimane di ricerche da parte della CIA, una squadra di 15 assaltatori della Delta Force, il corpo d'élite dell'Esercito degli Stati Uniti, appoggiata da una pattuglia dello Special Air Service e da un convertiplano V-22 Osprey, salì a bordo di due elicotteri MH-60 Black Hawk pilotati dal 160º SOAR e verso le 02:00 del mattino atterrò accanto a un complesso nei pressi del villaggio di al-Amr, nella Siria nordorientale.
Dopo un intenso raid aereo sul rifugio con razzi e mitragliatrici, gli operatori, armati di fucili d'assalto HK416, si avvicinarono verso la casa e uccisero due guardie posizionate all'esterno del complesso. Dopodiché, fecero saltare la porta d'ingresso uccidendo un'altra guardia e i coniugi Sayyaf, allertati dell'assalto al piano di sotto, cercarono di fuggire portando con sé una loro schiava Yazidi di 18 anni catturata sette mesi fa, nel tentativo di occultare le prove degli abusi commessi dai combattenti nei confronti delle donne appartenenti al gruppo etnico.
Tuttavia, gli assaltatori riuscirono a raggiungere la stanza e Abu Sayyaf, mentre cercava di recuperare una sua pistola, venne immediatamente ucciso con due colpi al torace. La moglie Umm Sayyaf, dopo aver ingannato gli operatori affermando di essere una Yazidi, venne tuttavia catturata e, continuando la bonifica del rifugio, gli assaltatori sequestrarono diversi computer portatili, telefoni cellulari e altri materiali, in modo tale da consegnarli direttamente allo spionaggio per analizzare altre importanti informazioni.
Durante l'esfiltrazione, gli americani si erano però imbattuti in un gruppo di jihadisti dell'ISIS nel mezzo di una radura e nacque un conflitto a fuoco, trasformandosi anche in un feroce combattimento corpo a corpo. Dopo la sparatoria, terminata con almeno 31 militanti uccisi, gli assaltatori, nel giro di due ore, tornarono al campo di aviazione di Arbil, nel nord dell'Iraq, a bordo dei due elicotteri. La vedova di Sayyaf venne rinchiusa nel centro di detenzione dell'aeroporto e, dopo essere stata sottoposta agli interrogatori, fu consegnata tre mesi più tardi ai ribelli curdi.